# Nishina Shinmei-gū
Nishina Shinmei-gū (仁科神明宮, Nishina Shinmeigū) est un sanctuaire shinto situé dans la ville de Ōmachi, préfecture de Nagano au Japon. Le sanctuaire est le plus ancien exemple encore existant de shinmei-zukuri, un des trois styles d'architecture conçus avant l'arrivée du Bouddhisme au Japon. En fait, il est antérieur au Ise-jingū, plus connu, qui partage ce style et est reconstruit tous les vingt ans depuis l'antiquité.
Ce style se distingue par une extrême simplicité. Ses caractéristiques essentielles apparaissent dans l'architecture japonaise depuis la période Kofun (250–538 C.E.) et il est considéré comme l'apogée de l'architecture traditionnelle japonaise. Il est particulièrement représenté dans la préfecture de Mie. Construit en bois brut raboté, le honden fait 3x2 ou 1x1 ken, dispose d'un sol surélevé, d'un toit à pignon avec une entrée sur un des côtés sans pignon (hirairi ou hirairi-zukuri (平入・平入造)), aucune courbe vers le haut à l'avant-toit et des grumes purement décoratifs appelés chigi (vertical) et katsuogi (horizontal) en saillie de la crête de la toiture.
Deux des constructions du sanctuaire, le bâtiment principal (本殿, honden) et la porte intérieure (中門, chūmon), sont classés trésors nationaux du Japon.

## Galerie d'images

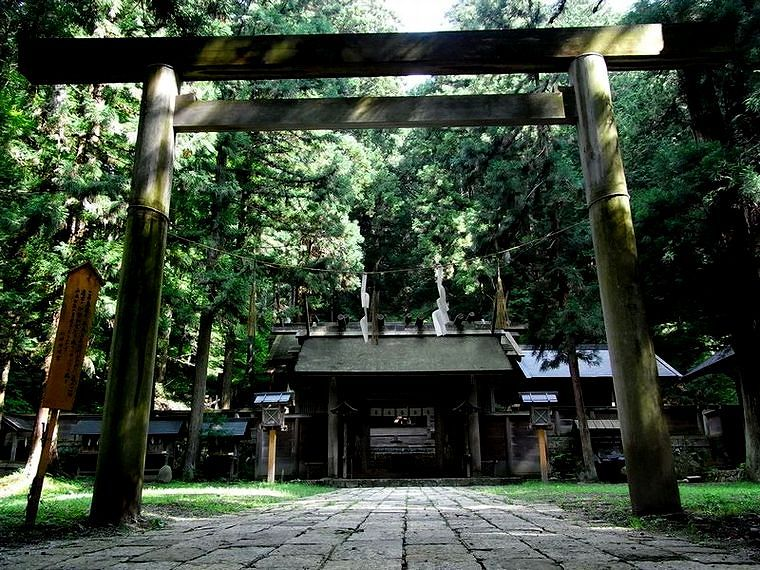
Torii et palais du Mikado.
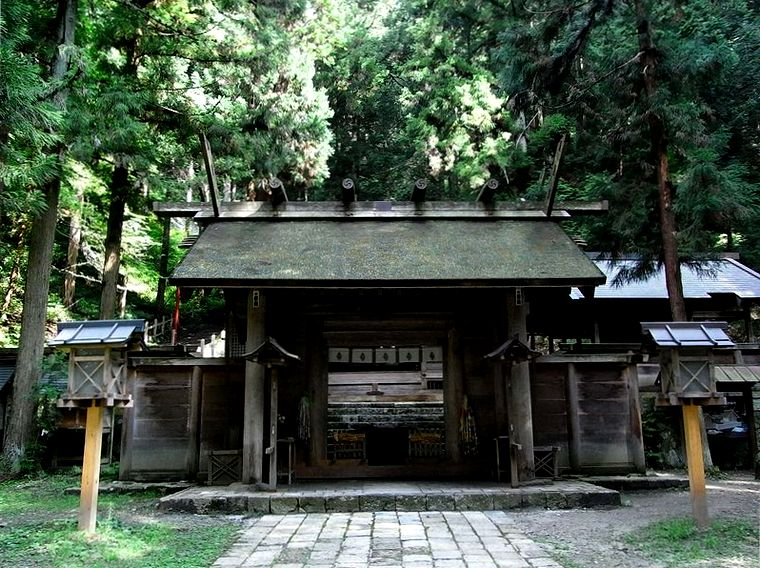
Palais du Mikado.
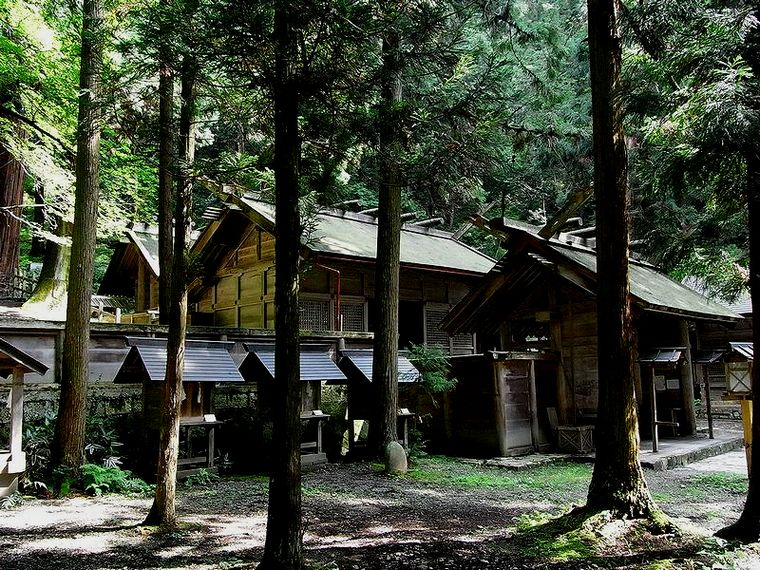
Temple et sanctuaire.
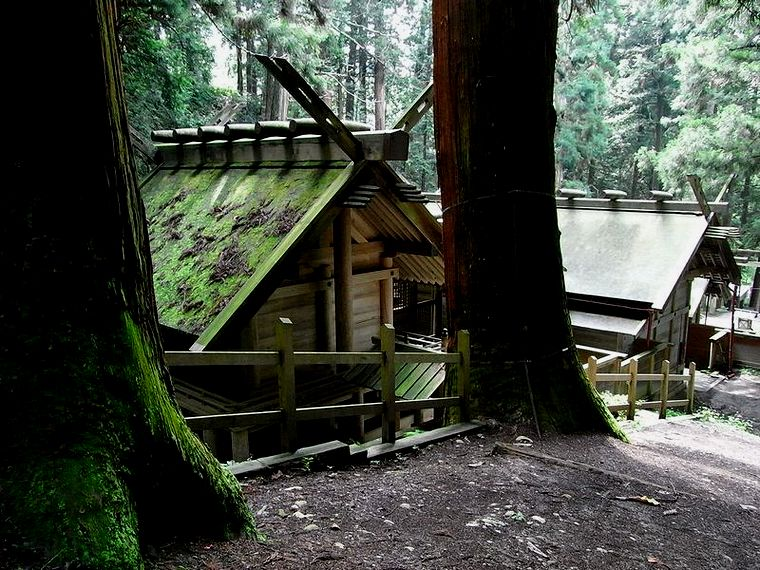
Le Miyamoto, trésor national.

## Source
- (ja) Agence pour les Affaires culturelles, « 国指定文化財 データベース (Database of National Cultural Properties) »,‎ 1er novembre 2008 (consulté le 16 avril 2009).